# Ekonometrija
Ekonometrija je aplikacija statističnih metod na ekonomske podatke z namenom dajanja empirične vsebine ekonomskim odnosom. Natančneje, je »kvantitativna analiza dejanskim ekonomskih pojavov na osnovi sočasnega razvoja teorije in opazovanj, povezanih s primernimi metodami sklepanja«. Uvodni učbenik ekonomije opisuje ekonometrijo kot vedo, ki omogoča ekonomistom, »da pregledajo goro podatkov, da povzamejo preprosta razmerja«. Jan Tinbergen je eden od dveh očetov ekonometrije. Drugi, Ragnar Frisch, je tudi oblikoval izraz, kot se uporablja danes.
Osnovno orodje ekonometrije je model multiple linearne regresije. Ekonometrična teorija uporablja statistično teorijo in matematično statistiko za evalvacijo in razvoj ekonometričnih metod. Ekonometriki posušajo najti cenilke, ki imajo želene statistočne lastnosti, vključno z nepristranskostjo, učinkovitostjo in konsistentnostjo. Aplikativna ekonometrija uporablja teoretično ekonometrijo in praktične podatke za vrednotenje ekonomskih teorij, razvoj ekonometričnih modelov, analizo ekonomske zgodovine in napovedovanje.

## Osnovni modeli: linearna regresija
Osnovno orodje ekonometrije je model multiple linearne regresije. V sodobni ekonometriji se pogosto uporabljajo tudi druga statistična orodja, toda najpogostejša začetnna točka za analizo je še vedno linearna regresija. Ocenjevanje linearne regresije z dvema spremenljivkama lahko vizualiziramo s premico, ki poteka skozi podatkovne točke, ki predstavljajo parne vrednosti neodvisnih in odvisnih spremenljivk.
Primer je Okunovo pravilo, ki povezuje gospodarsko rast z ravnjo brezposelnosti. To razmerje predstavlja linearna regresija, kjer je sprememba v ravni brezposelnosti ({\displaystyle \Delta \ {\text{Brezposelnost}}}) funkcija presečišča ({\displaystyle \beta _{0}}), dane vrednosti rasti BDP, pomnožene s koeficientom naklona {\displaystyle \beta _{1}} in napake {\displaystyle \varepsilon }:
{\displaystyle \Delta \ {\text{Brezposelnost}}=\beta _{0}+\beta _{1}{\text{Rast}}+\varepsilon .}